# Diocese de Pemba
A Diocese de Pemba (em latim: Diœcesis Pembana) é uma circunscrição eclesiástica da Igreja Católica situada em Pemba, em Moçambique. Sua Sé é a Catedral de São Paulo.
Possui 24 paróquias servidas por 27 padres, assistindo a uma população abrangida de 2 236 000 habitantes, com 31,6% da população jurisdicionada batizada (706 000 católicos).

## História
A Diocese de Porto Amélia foi erigida em 5 de abril de 1957 com a bula Quandoquidem do Papa Pio XII, recebendo o território da diocese de Nampula (hoje arquidiocese). Originalmente era sufragânea da arquidiocese de Lourenço Marques (atual Arquidiocese de Maputo).
Em 17 de setembro de 1976 assumiu o nome atual.
Em 4 de junho de 1984 passa a fazer parte da província eclesiástica da Arquidiocese de Nampula.

## Prelados
|                          | Nome                               | Período    | Notas                                    |        |
| Bispos                   | Bispos                             | Bispos     | Bispos                                   | Bispos |
| ------------------------ | ---------------------------------- | ---------- | ---------------------------------------- | ------ |
| 7º                       | António Juliasse Ferreira Sandramo | 2022-atual |                                          |        |
| 6°                       | Luiz Fernando Lisboa, C.P.         | 2013-2021  | Nomeado Bispo de Cachoeiro de Itapemirim |        |
| 5º                       | Ernesto Maguengue                  | 2004-2012  |                                          |        |
| 4º                       | Francisco Chimoio, O.F.M. Cap.     | 2000-2003  | Nomeado Arcebispo de Maputo              |        |
| 3°                       | Tomé Makhweliha, S.C.J.            | 1997-2000  |                                          |        |
| 2º                       | Januário Machaze Nhangumbe         | 1975-1993  |                                          |        |
| 1º                       | José dos Santos Garcia, S.M.P.     | 1957-1975  |                                          |        |
| Administrador Apostólico |                                    |            |                                          |        |
|                          | António Juliasse Ferreira Sandramo | 2021-2022  | Bispo-auxiliar de Maputo                 |        |
|                          | Fernando Domingos Costa, C.P.      | 2012-2013  |                                          |        |
|                          | Manuel Vieira Pinto                | 1993-1997  | Arcebispo de Maputo                      |        |